# 須藤優 (ベーシスト)
須藤 優（すとう ゆう、1985年2月7日 - ）は、日本のベーシスト、ソングライター、編曲家。埼玉県さいたま市出身。

## 人物
兄の影響で12歳からベース、13歳から作曲を始める。フロントマンを務めるARDBECKでベース&ボーカルを担当。
2019年、UNISON SQUARE GARDENの斎藤宏介とTenTwentyを結成。2020年1月にトイズファクトリーよりメジャー・デビュー。BURNABLE/UNBURNABLEのプロデューサーとしても活動中。
サポート・ベーシストとしてポルノグラフィティ、sumika、米津玄師、ゆず、ぼくのりりっくのぼうよみ、片平里菜、土岐麻子、家入レオ、aiko、Superfly、MACO、Schroeder-Headz、80KIDZなどのライブ、レコーディングに参加。 エレクトリックベースを基本にコントラバスやシンセベースを使用する。
初めて買ったCDに桑田佳祐&Mr.Childrenの『奇跡の地球』を挙げている。

## レコーディング
- aiko
- chay
- DAOKO
- DIALOGUE+
- edda
- fhána
- FES☆TIVE
- KEISHI TANAKA
- KinKi Kids
- Maika Leboutet
- Machico
- PUFFY
- Salley
- Schroeder-Headz
- sumika
- Superfly
- 有安杏果
- 家入レオ
- 伊藤美来
- 内田真礼
- 大森靖子
- 尾崎裕哉
- 片平里菜
- 勝手に観光協会
- 関ジャニ∞
- 指田フミヤ
- スタァライト九九組
- 住岡梨奈
- 高杉さと美
- 高橋優
- 瀧川ありさ
- 豊崎愛生
- 土屋礼央
- 堂島孝平
- 秦基博
- ばってん少女隊
- ハルカトミユキ
- 堀込泰行
- ポルノグラフィティ
- 松本哲也
- 宮本浩次
- むすびズム
- ももいろクローバーZ
- 吉田山田
- 山崎育三郎
- 米津玄師

## ライブ
- aiko
- BŌMI
- Do As Infinity
- EA (バンド)
- EdBUS
- hitomi
- KEISHI TANAKA
- LiSA
- MACO
- NONA REEVES
- SAWA
- Salley
- Schroeder-Headz
- sumika
- 80KIDZ
- 石川よしひろ
- 家入レオ
- 大塚愛
- 片平里菜
- 桐嶋ノドカ
- 斎藤宏介
- 住岡梨奈
- 竹仲絵里
- ダニエル・パウター
- 土屋礼央
- 堂島孝平
- 土岐麻子
- 南波志帆
- 秦基博
- ぼくのりりっくのぼうよみ
- 蜜
- 山崎育三郎
- ゆず
- 米津玄師
- 宮本浩次
- 優里

## 楽曲提供
- 家入レオ

1. 恍惚 - 作曲・編曲
2. アフターダーク - 作曲・編曲
3. 祈りのメロディ - 作曲・編曲
4. Unchain - 作曲・編曲[1]
5. moon - 作曲・編曲
6. レモンソーダ - 作曲・編曲

- KAT-TUN

1. CAN'T CRY - 編曲

- ゆず

1. フラフラ - 編曲
2. 六角形 - 編曲
3. むき出し - 編曲
4. ゴールテープ - 編曲

- MIZU

1. サヨナラチャリ - 編曲
2. 水色 - 編曲

- 佐藤千亜妃

1. 大キライ - 編曲
2. 面 - 編曲
3. キスをする - 編曲

- TTRE

1. オネスティ - 編曲

- KinKi Kids

1. アン／ペア - 編曲

- Sano ibuki

1. ジャイアントキリング - 編曲
2. pinky swear - 編曲
3. twilight - 編曲
4. プラチナ - 編曲

- 小林愛香

1. Secret Feeling - 編曲

- BURNABLE/UNBURNABLE

1. オルゴールとダンボール - 作曲・編曲・プロデュース
2. このままどこか - 作曲・編曲・プロデュース
3. ノンアルコールで酔う - 作曲・編曲・プロデュース
4. 誰かのふりはもう飽きた - 作曲・編曲・プロデュース
5. 望んでない世界 - 作曲・編曲・プロデュース
6. ふらふら - 作曲・編曲・プロデュース
7. リセット症候群 - 作曲・編曲・プロデュース
8. HUSH-HUSH - 作曲・編曲・プロデュース

- osage

1. フロイト - 編曲・プロデュース

- the quiet room

1. Twinkle Star Girl - 編曲

- とけた電球

1. 弱いです - 編曲
2. 君がくれたもの - 編曲